# Claudio Luperto
Claudio Luperto (Lecce, 3 luglio 1961) è un allenatore di calcio ed ex calciatore italiano.

## Carriera

### Giocatore
Ricopriva il ruolo di centrocampista ed è noto soprattutto per aver vestito la maglia del Lecce, nella prima stagione del club giallorosso in massima serie sotto la guida dell'allenatore Eugenio Fascetti. Ha giocato anche con Arezzo, Sambenedettese, Genoa e Cosenza.
In carriera ha collezionato complessivamente 12 presenze in Serie A e 150 presenze e 15 reti in Serie B

### Allenatore
Da allenatore ha guidato due volte il Toma Maglie, la prima quando era ancora in attività come calciatore. Dopo una brevissima parentesi come vice di Antonio Toma al Taranto, ha guidato il Casale, il Montevarchi, la Primavera del Lecce e l'Alghero.
Il 10 dicembre 2012 ha iniziato a frequentare a Coverciano il corso di abilitazione per il master di allenatori professionisti Prima Categoria-UEFA Pro.
Nelle stagioni 2013/14 e 2014/15 ha guidato la Primavera dell'Avellino. Nella stagione 2015/16 è tornato al Lecce, che gli ha affidato la panchina della Berretti. La stagione seguente viene riconfermato.
Nel 2018-19 assume la guida del Gallipoli.
Nella stagione 2020-2021, in seguito all'esonero di Orazio Mitri, torna alla guida tecnica della Toma Maglie. Viene confermato per la stagione 2021-22. Al termine della stagione, viene sollevato dall'incarico e sostituito da Mimmo Oliva.
Nel giugno 2023 la Virtus Marino, club pugliese di Eccellenza comunica di avergli affidato la guida tecnica della prima squadra per la stagione 2023-2024. Il 19 marzo 2024, viene esonerato con la squadra al settimo posto in classifica. Nella successiva stagione 2024-2025 assume la guida del Novoli Calcio, club pugliese di Eccellenza (calcio). 

## Palmarès

### Giocatore

#### Competizioni nazionali
- Serie B: 1

Lecce: 1984-1985